# Villy (Ollon)
Pour les articles homonymes, voir Villy.
Villy est un hameau de Suisse, situé sur le territoire de la commune d'Ollon dans le canton de Vaud.

## Histoire
Le nom de « Villy » est probablement dérivé d'un ancien fundus Villiacus, domaine d’un gallo-romain Villius.

## Transports
- Sur la ligne ferroviaire AOMC : Aigle (Vaud) - Ollon - Monthey - Champéry
- A9 (Brigue-Lausanne-Vallorbe)  18 (Saint-Triphon)